# Spectator
БпАК-МП-1 «Spectator» (укр. спостерігач) — український безпілотний авіаційний комплекс, призначений для розвідки. Розроблений і вироблений ВАТ «Меридіан» імені С. П. Корольова.
БпАК складається з наземної станції керування і трьох безпілотних літальних апаратів.
Прийнятий на озброєння ЗСУ у 2019 році.

## Історія
Комплекс розробляли студенти Київського політехнічного інституту, а впроваджували у виробництво у ВАТ «Меридіан» імені С. П. Корольова.
У січні 2016 року «Укроборонпром» передав військовим першу партію безпілотних комплексів БпАК-МП-1.
У 2016 році було виготовлено 11 комплексів, тобто 33 безпілотники та супроводжуюча техніка.
В січні 2017 року очільник ВАТ «Меридіан»  ім. С. П. Корольова В'ячеслав Проценко заявив про готовність розпочате серійне виробництво комплексів БпАК-МП-1, для цього в 2016 році на підприємстві була створена окрема виробнича лінія. Тепер підприємство готове до серійного виробництва у кількості понад 100 одиниць на рік.
14 червня 2019 року ЗМІ повідомили, що комплекс був прийнятий на озброєння Збройних сил України.

## Опис
Літальні апарати компактні та малопомітні. Електрична силова установка літального апарата має низький рівень шуму. Максимальна висота польоту дорівнює 2 км, швидкість — до 120 км/год, а тривалість безперервного польоту — до 2 годин.
Безпілотник не потребує спеціальних вимог до стартового майданчика та додаткових пристроїв для зльоту — він може стартувати навіть з руки. Пристрій можна додатково оснастити камерою денного/нічного бачення із 10-кратним збільшенням, тепловізійною і мультиспектральною камерами, фотокамерою високої роздільної здатності, датчиком радіаційного фону та іншим обладнанням.
«Spectator» здатні розвідувати та моніторити водні й лісові масиви, нафто- і газопроводи, державний кордон, здійснювати аерофотозйомку та задіюватись у пошуково-рятувальних операціях.
Наземна станція БпАК забезпечує прийом і передачу сигналів на безпілотник на відстані до 30 км. Командно-телеметричний канал передає інформацію про положення, параметри польоту і координації цілей, а також забезпечує програмування системи автоматичного керуванням БпЛА. Канал радіо-керування контролює БпЛА при придушенні системи супутникової навігації та керування цільовим навантаженням. Канал передачі відеосигналу передає зображення з цільового навантаження на наземну станцію керування.

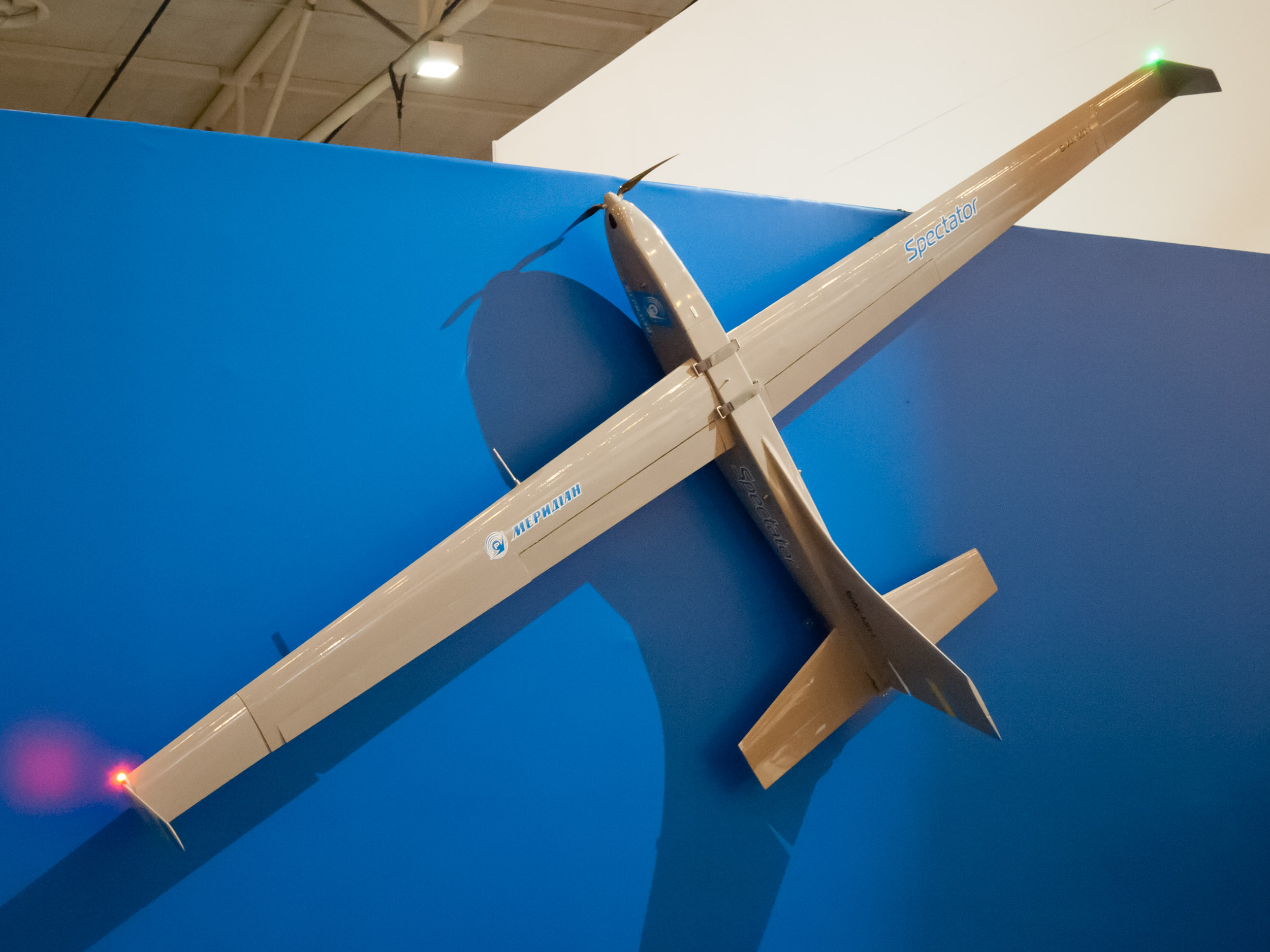
На виставці «Зброя та безпека—2018»
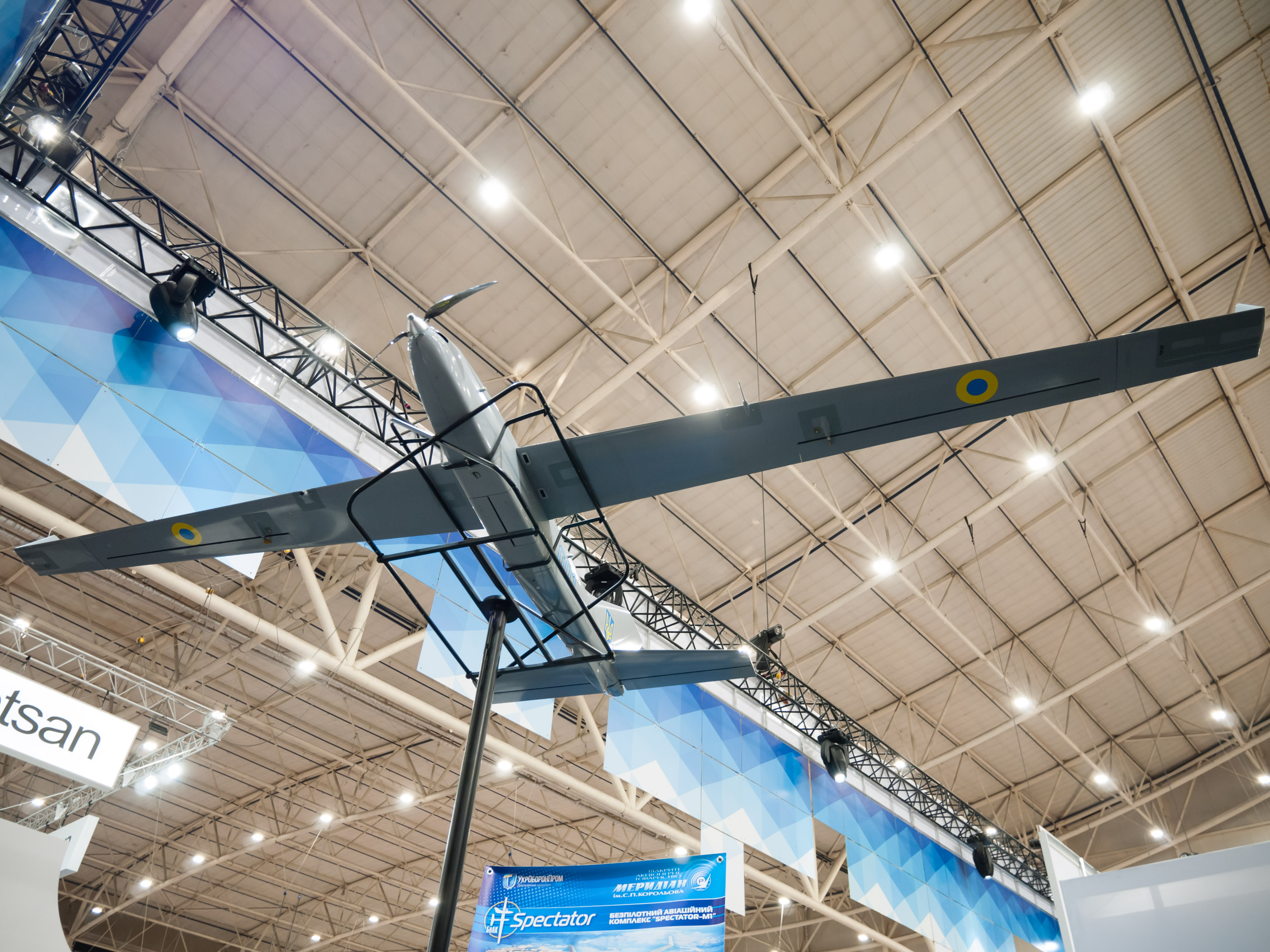
На виставці «Зброя та безпека—2019»
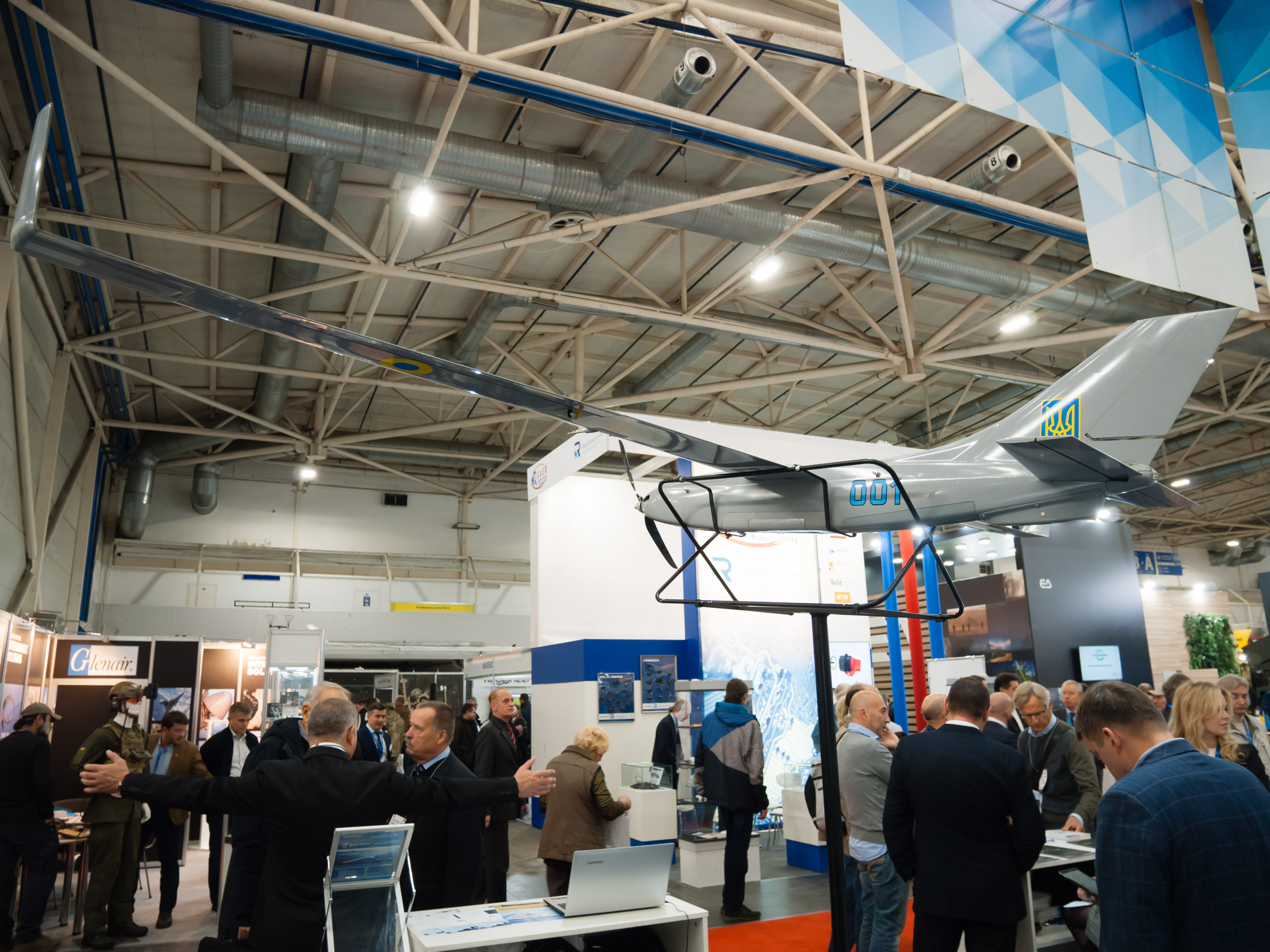
На виставці «Зброя та безпека—2019»
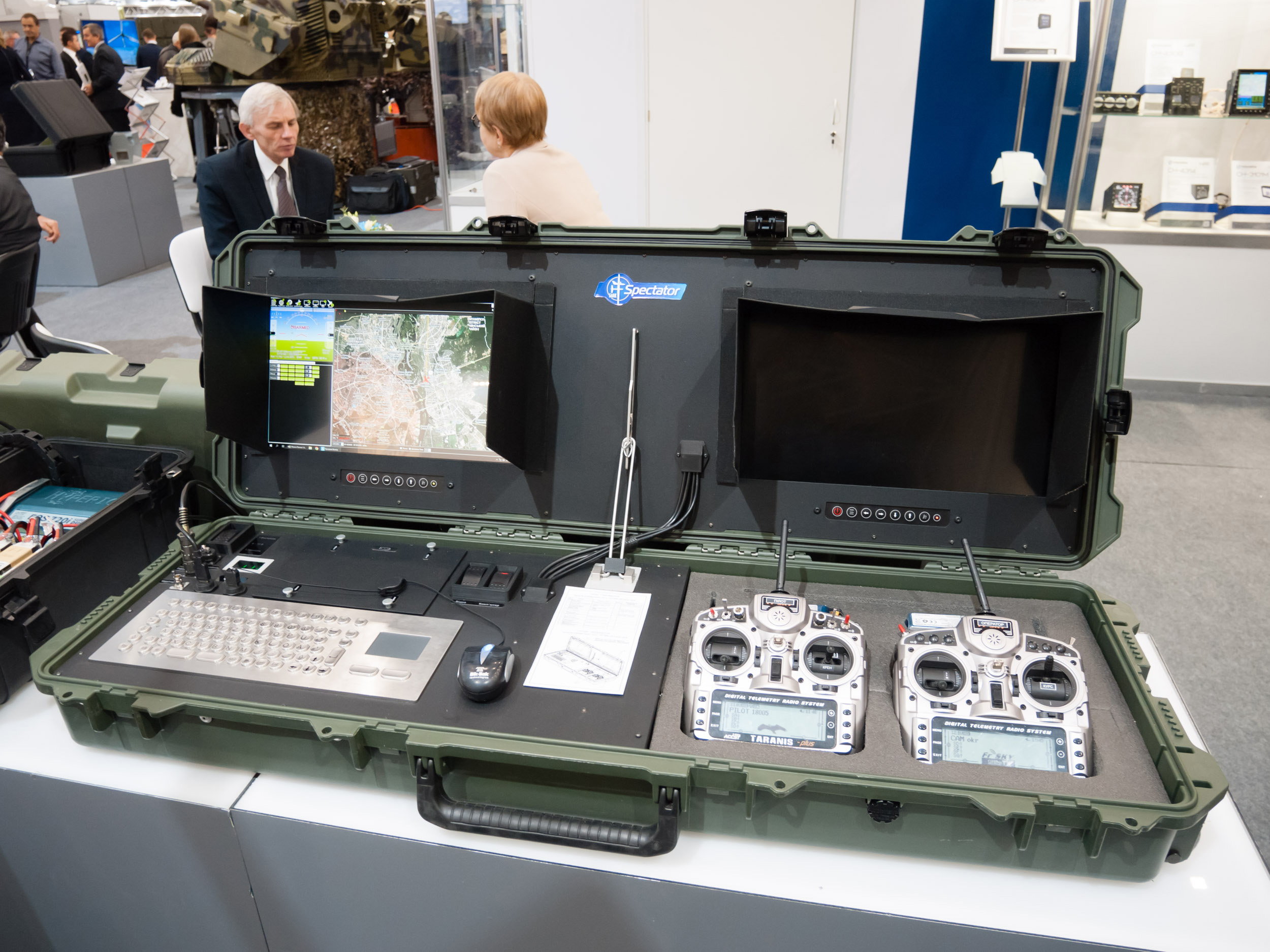
Пульт

## Тактико-технічні характеристики
- Розмах крила: 3000 мм
- Довжина: 1295 мм
- Швидкість польоту: 40/140 км/год
- максимальна швидкість польоту: 200 км/год
- Максимальна висота польоту: 2000 м
- Робочий діапазон: 20 км
- Тривалість польоту: 120 хв
- Вага без корисного навантаження: 2 кг
- Маса корисного навантаження: 1,5 кг
- Максимальна злітна вага: 5,5 кг
- Тип силової установки: електрична
- Запуск: з руки
- Приземлення: на парашуті
- Радіус дії: 30/50 км
- Режим керування: автоматичний/напівавтоматичний/ручний[8]

## Модифікації

### Spectator-M1
У цій модифікації впроваджено нові системи тепловізійної комплектуючої. Тепловізійна камера виробництва компанії FLIR. Покращена також камера денного нагляду, введено дві системи відеоспостереження. Замінено контролери управління передачею відеосигналу — вони тепер кодовані і в цифровому вигляді. Рознесені системи радіоелектронного управління, що дозволяє краще виконувати завдання під впливом засобів РЕБ.
У «Spectator-M1» інтегровано систему автоматичного визначення координат цілі. Система автоматично конвертує координати виявлених об'єктів у систему СК-42, якою користуються артилеристи для наведення вогню.
Значно зменшено вагу зарядного пристрою: апарат можна заряджати від бортової мережі автомобіля. Крім цього, завдяки застосуванню нового парашуту, значно зменшена швидкість приземлення.
«Spectator-M1» має меншу вагу і збільшену тривалість польоту. Також комплекс обладнано новою наземною станцією управління. Зменшено шумність електродвигуна БпЛА, при тому що діюча модель є найтихішою у своєму класі.
Тактико-технічні характеристики БпАК «Spectator-M1»:
- Призначення — здійснення повітряної розвідки
- Практична стеля застосування — 3000 м
- Швидкість — 120 км/год
- Тривалість безперервного польоту — 3 год
- Дальність передачі відеозображення — 35 км
- Максимальний маршрут польоту — 200 км[10]

Наприкінці лютого 2019 року ця модифікація успішно пройшла державні випробування. У червні 2020 року Збройні сили України отримали перший модернізований безпілотник «Spectator-M1».

## Бойове застосування
Наказом Міністра оборони України № 644 від 05.12.2017, безпілотні авіаційні комплекси БпАК-МП-1/003 «Spectator-M» допущено до експлуатації у Збройних Силах України на особливий період.
Державна прикордонна служба України активно використовувала комплекси «Spectator-M». Так, заходи повітряного моніторингу державного кордону та контрольованих прикордонних районів здійснювали зовнішні екіпажі БпАК Львівського, Мукачівського, Подільського, Луцького прикордонних загонів, 10 мобільного прикордонного загону «Дозор» та Навчального центру ДПСУ.

### Інформаційна провокація
На початку лютого 2022 року білоруські та російські ЗМІ влаштували інформаційну провокацію, звинувативши Україну в порушенні білоруського повітряного простору українським БпЛА. Як доказ представили фото уламків БпЛА невідомої моделі та походження, які в пропагандистських матеріалах назвали уламками БПЛА Spectator-M1 українських прикордонників.
Як варіант походження цього БпЛА журналіст Олександр Коваленко назвав використання окремих частин від українських БПЛА «Spectator» ранніх моделей, який російські бойовики збили під час війни на сході України. До автентичного фюзеляжу потім могли прикріпити більш-менш правдоподібні крила та інші елементи. Через очевидну різницю між українським БпЛА та показаними уламками російські пропагандисти стали називати іншу модель — UJ-22 «Укрджет», яка має ще більше відмінностей з тими уламками.

### Російсько-українська війна
У 20-х числах травня 2022 року українські військові 45 ОАБр показали, як виявили та знищили кілька одиниць ворожої техніки на території Пологівського олійноекстраційного заводу в Пологах (Запорізька область), використовуючи безпілотник «Spectator» і 2С7 «Піон».

## Оператори
- Україна: понад 60 одиниць у ЗСУ та ДПСУ (станом на серпень 2019)[17]
  - Збройні сили України: деяка кількість комплексів надійшла на озброєння наприкінці 2015-початку 2016 року[18].
  - Державна прикордонна служба України: комплекси перебували на озброєнні. Наприклад, наприкінці 2016-початку 2017 року було передано 6 комплексів (в сумі 18 БпЛА) Донецькому прикордонному загону[19]. На початку липня 2017 року розпочалось їхнє використання для повітряного моніторингу державного кордону[20]. 20 грудня 2017 року ДПСУ отримала чергові 5 комплексів з 15 БпЛА. Вже у січні 2018 року екіпажі на полігоні відпрацьовуватимуть бойове злагодження і після його закінчення виконуватимуть завдання повітряної розвідки[12].